# Eastwell Park
Eastwell Park este o zonă mare de parcuri și un domeniu de țară în parohia civilă Eastwell, învecinată cu Ashford, Kent, în Anglia. A fost deținut de conții de Winchilsea timp de peste trei secole. De-a lungul timpului, clădirile succesive au servit ca locuințe pentru Sir Thomas Moyle, conții de Winchilsea și Nottingham, Prințul Alfred, Duce de Edinburgh și alții.

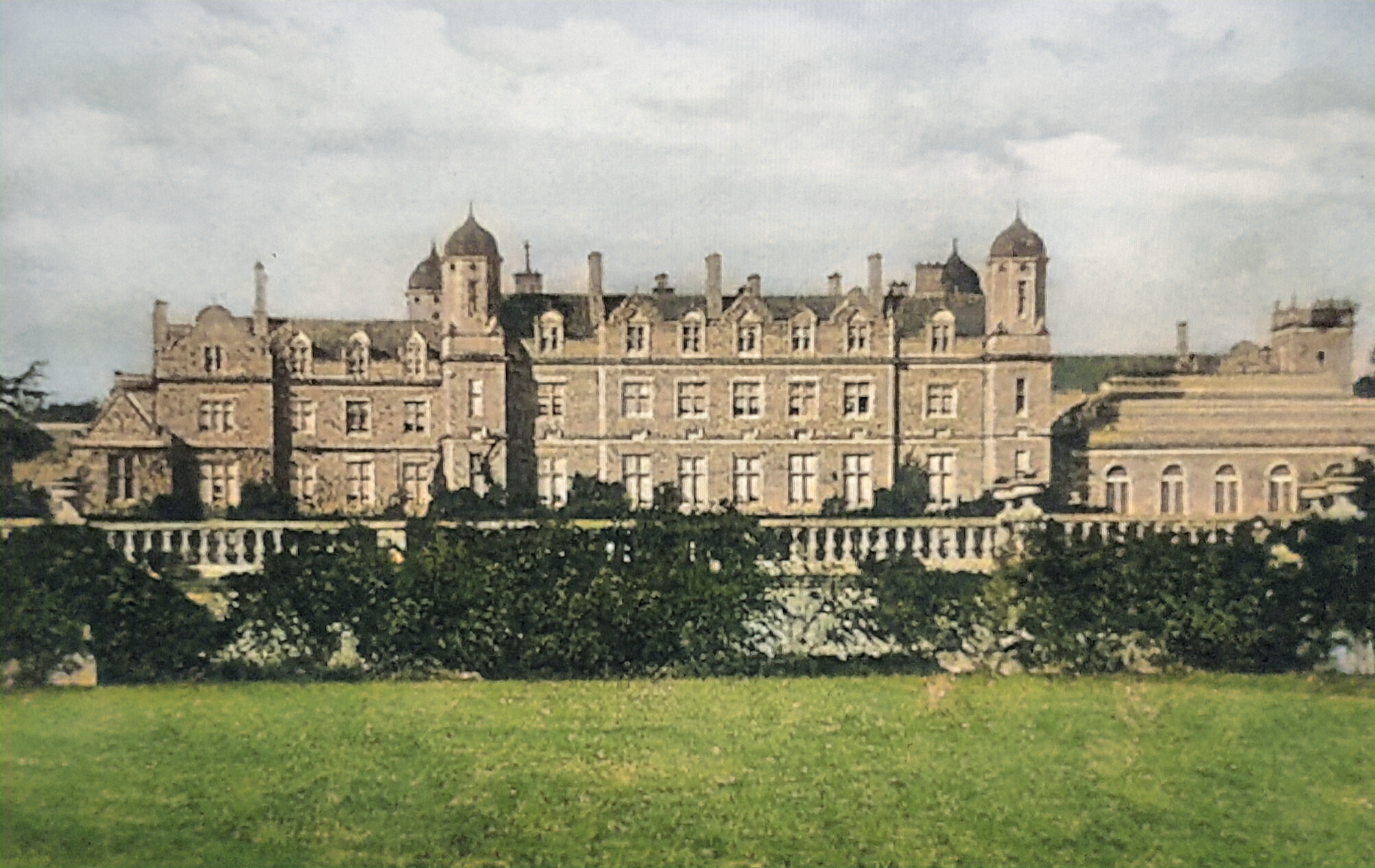
Parcul Eastwell, fațada sudică. Demolată

În prezent, proprietatea este în principal o fermă agricolă, care se ocupă cu creșterea culturilor și a oilor. Are un lac mare și de mică adâncime, în care se poate pescui, precum și turnurile distincte Eastwell Towers. Cea mai mare clădire este Conacul Eastwell, o casă domnească care a fost reconstruită la scară mai mică în anii 1920, folosind materialele de la casa anterioară mai mare, fiind acum exploatată ca hotel de țară. 

## Conacul Eastwell
Casa de țară originală de la Eastwell a fost construită pentru Sir Thomas Moyle între 1540 și 1550. Unul dintre bărbații angajați pe moșie a fost zidarul Richard Plantagenet, suspectat a fi fiul nelegitim al lui Richard al III-lea. Fiica și moștenitoarea lui Sir Thomas Moyle, Catherine Moyle, s-a căsătorit în cele din urmă cu Sir Thomas Finch, iar fiul lor cel mare a fost atât strămoșul conților de Winchilsea și Nottingham, cât și al conților de Aylesford.
Sir James Thornhill a pictat tavanul scării și capătul Marii Săli din Eastwell Park în 1699-1716 pentru al patrulea și al cincilea conte de Winchilsea, sala a fost pictată pentru a înfățișa Judecata de la Paris și toaleta lui Venus. 
Parcul de la Eastwell cuprindea aproximativ 2.000 de acri de unele dintre cele mai frumoase terenuri din Kent, având o suprafață foarte variată de dealuri și văi, partea sa înălțată îi conferă o perspectivă impunătoare, atât la nord cât și la sud și se întinde pe mai mulți kilometri, de la Sheerness pe de o parte până la lac și France pe de altă parte, este amenajat cu bun gust de către primii conți de Winchilsea și conținea o pădure nobilă renumită pentru cerbii săi maiestuoși. 

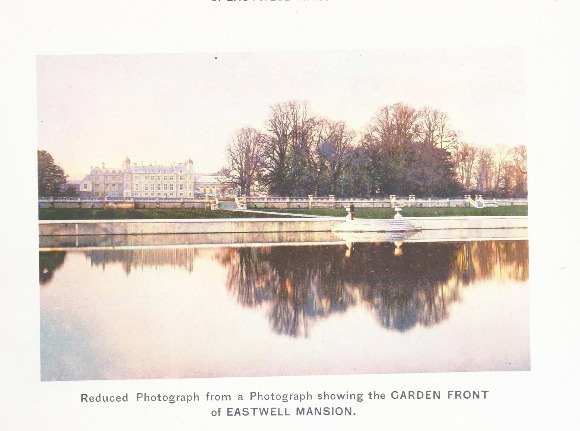
Eastwell Park dinspre lacul de sud

În 1769, cel de-al 8-lea conte de Winchilsea și al 3-lea conte de Nottingham a lăsat proprietățile familiei Kentish, inclusiv reședința ancestrală Winchilsea, Eastwell Park, celuilalt nepot al său, George Finch Hatton, fiul fratelui său mai mic, Edward Finch Hatton.
Între 1793 și 1799, conacul original a fost înlocuit cu unul construit în stil neoclasic pentru George Finch-Hatton și soția sa, Lady Elizabeth Murray, fiica celui de-al doilea conte de Mansfield, după planurile fostului desenator al lui Robert Adam, Joseph Bonomi (1739-1808).  Noua casă proiectată de Bonomi a fost construită la o scară magnifică, cu o fațadă impunătoare, suite de apartamente de stat splendide cu spații de cazare pentru un număr mare de oaspeți, alături de grădina amenajată cu gust, interiorul seamănă cu celebrele decoruri ale lui Bonomi și Robert Adam. 
Fiul lor, al zecelea conte de Winchilsea și al cincilea conte de Nottingham, celebru pentru duelul său cu ducele de Wellington, a decis să se extindă și să adauge o aripă în stil Tudor-Victorian, proiectată de William Burn în 1843; casa avea șapte travee și aripi de câte trei travee fiecare. Cel de-al treilea fiu al său, Henry, s-a născut la Eastwell; a fost tatăl lui Denys Finch Hatton.
În 1828, Ducesa de Kent și tânăra viitoare Regină Victoria i-au făcut o vizită celui de-al zecelea conte de Winchilsea. Au stat două zile la Eastwell Park, înainte de a se întoarce la Palatul Kensington. 

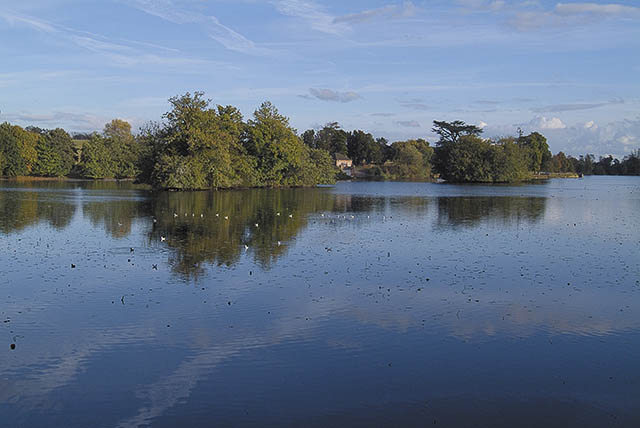
Lacul Eastwell

În anii 1840, cel de-al zecelea conte de Winchilsea a construit în mod ambițios lacul Eastwell, noul lac de mari dimensiuni a fost creat prin bararea unui curs de apă al râului Great Stour.  pentru a comemora noul lac, o machetă de brigadă cu tunuri a fost lansată la Eastwell Lake în 1848, la care au participat mulți localnici și care a apărut în ziare.
La mijlocul anilor 1860, cel de-al 11-lea conte de Winchilsea, un jucător notoriu, a întâmpinat dificultăți financiare grave din cauza dependenței sale de jocurile de noroc, ceea ce l-a forțat în cele din urmă să părăsească proprietatea. La 4 decembrie 1868, administratorii numiți în temeiul Legii privind proprietatea Winchilsea (1865) au încheiat un contract de închiriere a Eastwell Park, împreună cu mobilierul și bunurile sale, Ducelui de Abercorn pentru o perioadă de cinci ani. Lordul Winchilsea a fost obligat să părăsească proprietatea cu ceva timp înainte de decembrie 1868, iar la 5 octombrie 1870 a fost declarat oficial în stare de faliment. 

### Reședința regală
Eastwell Park a fost ocupat în 1874 de Prințul Alfred, Duce de Edinburgh, cel de-al doilea fiu al Reginei Victoria, împreună cu soția sa, Marea Ducesă Maria Alexandrovna a Rusiei, singura fiică a Împăratului Alexandru al II-lea al Rusiei. Au locuit aici timp de 20 de ani împreună cu familia lor, până în 1893, când a moștenit Ducatul de Saxa-Coburg și Gotha din Germania. În acea perioadă, regina Victoria era un vizitator frecvent și există fotografii cu ea patinând pe lac. Fratele mai mare al Prințului Alfred, viitorul rege Edward al VII-lea, și Regina Alexandra erau vizitatori frecvenți. Soția Prințului Alfred, Ducesa de Edinburgh, nu i-a plăcut niciodată Anglia, dar din scrisoarea scrisă în 1879, ducesa de origine rusă a fost impresionată și a descris peisajul rural din jurul parcului Eastwell ca fiind "foarte frumos, totul este atât de verde, atât de proaspăt". Ducesa a mărturisit mai târziu: "mă reconciliază puțin cu peisajul rural englezesc". 

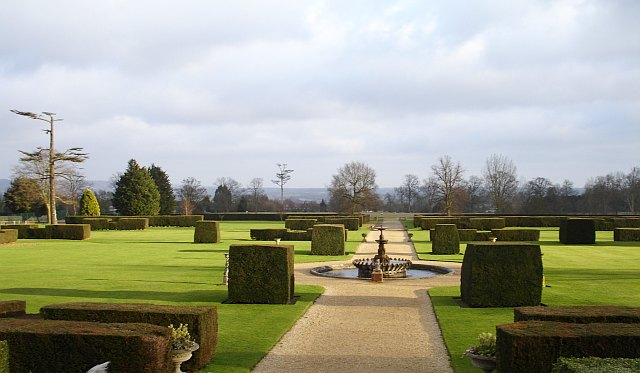
Vedere a dealurilor pitorești din parcul Eastwell. (vedere dinspre sud)

Cel de-al patrulea conte de Warwick și-a amintit de vizitele la Eastwell Park spunând: "Am văzut cele mai frumoase bijuterii pe care le-am văzut în viața mea". Contele și contesa de Warwick vorbeau despre bijuterii, când ducesa i-a spus contesei: "Dacă doriți să îmi vedeți bijuteriile, îi voi spune servitoarei mele să le scoată pe toate în camera mea mâine seară, după ceai, iar dacă soțul dvs. este interesat, aduceți-l și pe el". La data stabilită, contele și contesa s-au întors la Eastwell și au fost uimiți să constate că camera ducesei era plină cu:
"pietre prețioase; patul, mesele, scaunele erau acoperite cu vitrine care conțineau diademe, șnururi de perle, coliere, brățări, broșe de cea mai rară strălucire și frumusețe și de o valoare inestimabilă. Cineva ar fi crezut că lumea a fost răscolită pentru a pune aceste comori la picioarele ducesei, și părea să fie suficient pentru o întreagă familie regală mai degrabă decât pentru un singur membru al acesteia". 

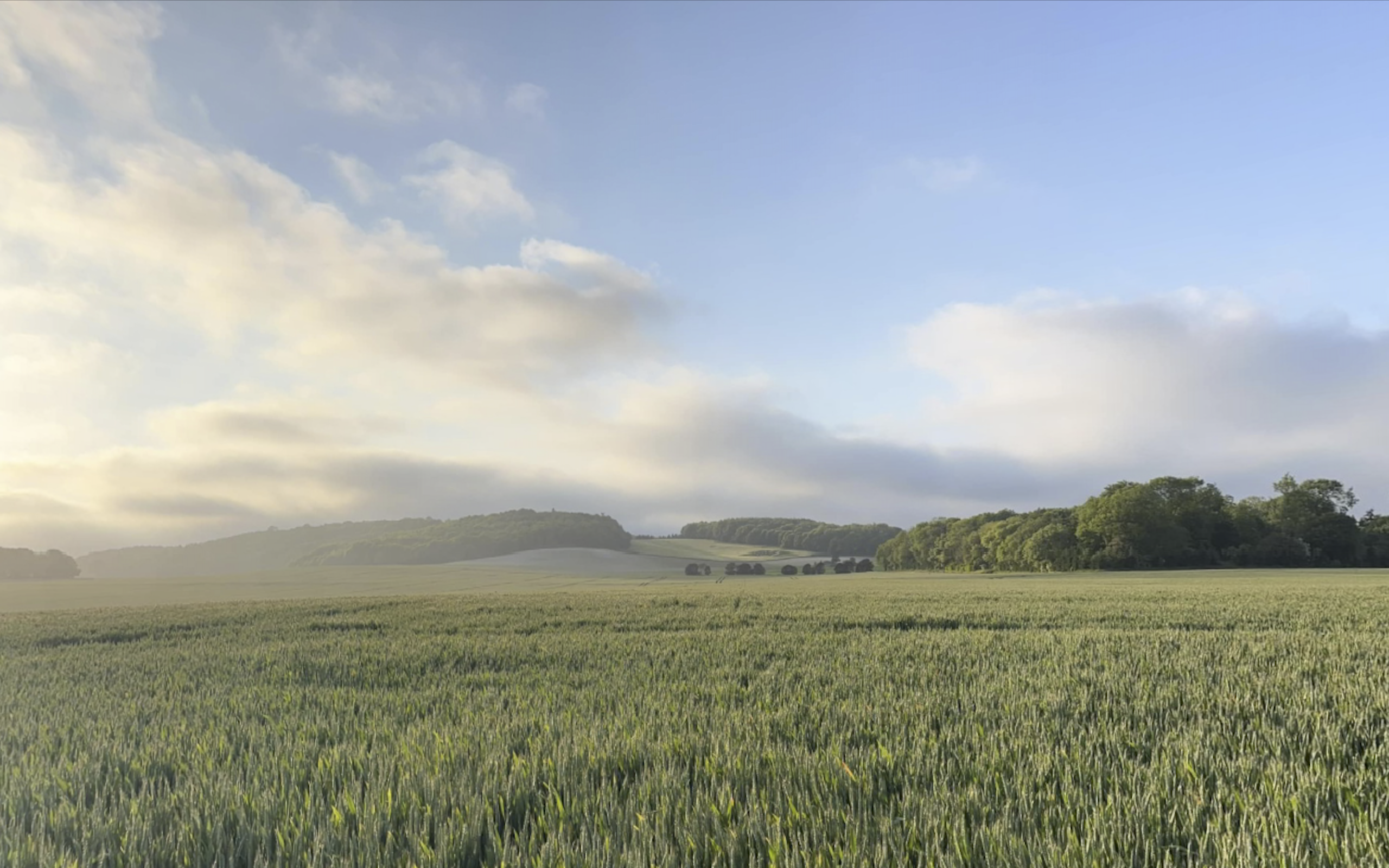
Peisajul parcului Eastwell. (vedere dinspre nord)

În 1875, fiica cea mare a Prințului Alfred, Regina Maria României, s-a născut la Eastwell Park. În memoriile sale, aceasta își amintea cu drag:
"Frumosul Eastwell, cu casa lui mare și cenușie, cu parcul său magnific, cu turmele sale de cerbi și cu pitorescul vitelor de Highland, cu lacul său, cu pădurile sale, cu grădina sa cu bătrânul cedru care era conacul nostru de poveste Eastwell, casa în care m-am născut, cu numeroasele sale încăperi, explorate și neexplorate, cu grădinițele noastre, cu sala noastră de școală și cu budoarul confortabil al mamei, unde ne citea câte o seară și ne permitea să atingem cu degetul comorile de pe mesele sale; sala de dejun, salonul de desen și biblioteca mare și dragă, în care se afla mereu bradul de Crăciun și din care ieșea o seră care dădea în grădină. Acest coridor cobora o serie de trepte până la un seră mai mare de jos, care era plină de ferigi de copac; oricum, ferigile de copac erau cele care impresionau."

Mai târziu, ea și-a amintit, de asemenea, că mama ei cânta duete cu prietena ei Lady Randolph Churchill în marea bibliotecă Eastwell, în timp ce copiii se jucau în celălalt colț. Între timp, sala de dejun de la Eastwell îi amintea mereu de unchiul ei, Ducele de Albany, și de Regele Carlos I, primul se prefăcea că-și rupe un dinte din față, făcând întreaga masă să intre în panică. În același timp, cel din urmă era chipeș și făcea glume mediocre la care copiii râdeau oricum. 
În 1884, un alt copil al lui Alfred, Prințesa Beatrice - care s-a căsătorit mai târziu cu familia regală spaniolă - s-a născut tot la Eastwell Park.
Familia regală s-a mutat în cele din urmă din Eastwell Park în 1893, guvernanta regală i-a făcut pe copiii regali să împacheteze și să-și doneze jucăriile servitorului de la Eastwell și copiilor lor. 

### Începutul anilor 1900
Al 12-lea conte de Winchilsea și Nottingham a vândut celebra proprietate Eastwell Park în 1894 pentru un sfert de milion de lire sterline - 250.000 de lire sterline (echivalentul a 26 de milioane de lire sterline din zilele noastre) celui de-al doilea baron Gerard de Garswood Hall. 

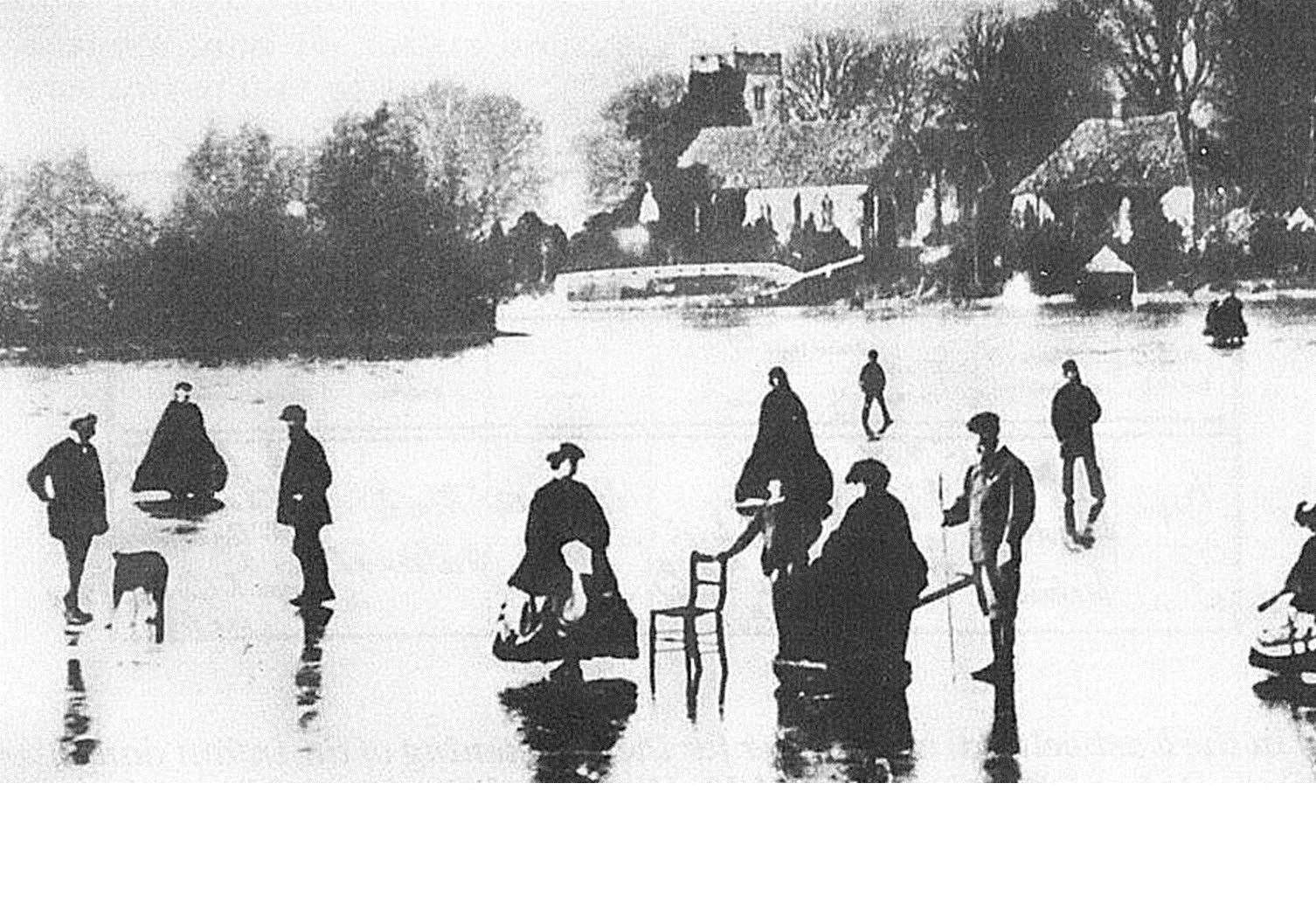
Regina Victoria patinând la Eastwell Lake, cu Prințesa Beatrice și John Brown, cu biserica St Mary în fundal.

La acea vreme, Eastwell cuprindea 6000 de acri, parcul fiind unul dintre cele mai mari din regat Baronul Gerard a renovat apoi în mare parte parcul Eastwell și acesta a fost finalizat în 1898,  dar el a murit în 1902, iar Eastwell a fost moștenit de fiul său, al treilea baron Gerard; prietenul său, regele Edward al VII-lea, era un vizitator frecvent.

În timpul Primului Război Mondial, Eastwell Park a fost transformat într-o casă de sănătate de către Lady Northcote (care a închiriat Eastwell de la Lord Gerard), ea a oferit casa Societății Canadiene de Cruce Roșie și a primit pacienți convalescenți de la Monks Horton în lunile de vară din 1915 - 1919. 

### Demolarea și reconstrucția Conacului Eastwell
În 1920, lordul Gerard a scos Eastwell la vânzare, iar mai târziu, în 1924, a fost cumpărată de Sir John Pennefather, care a decis că această casă din secolul al XVIII-lea era prea mare și a demolat-o. O casă mult mai mică, în stil neo-elisabetan, a fost construită pe același amplasament între 1926-1928, folosind materialul de la casa anterioară, sănătatea lui Pennefather s-a deteriorat și nu a locuit niciodată în casă, în schimb a scos-o la vânzare în 1928. 

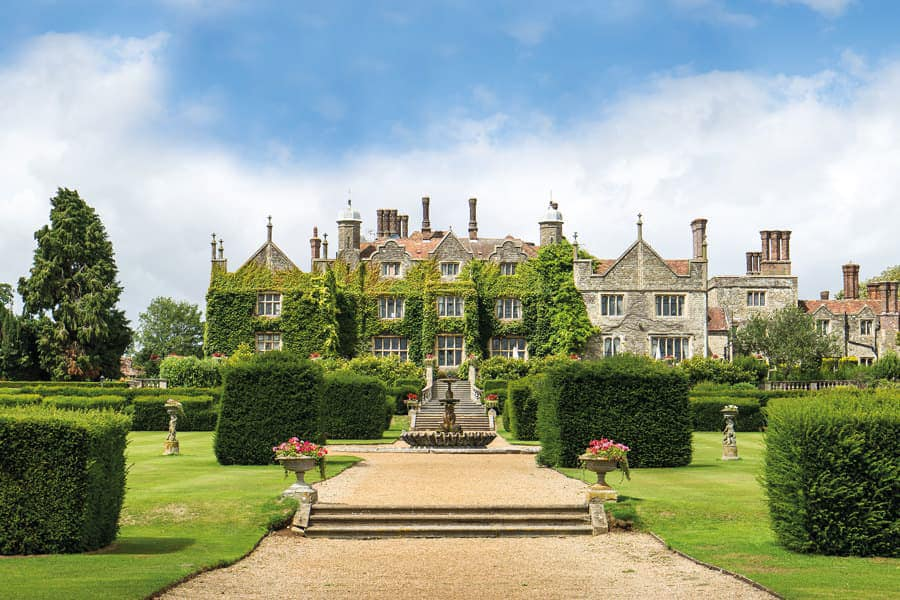
Conacul Eastwell (reconstruit în anii 1920)

În 1930, casa a fost cumpărată de Guinevere Gould, a doua contesă de Midleton, care a locuit mai ales la Londra, iar fiul ei, căpitanul George Gould Brodrick (1915-2003), a avut grijă de Eastwell, ea a murit în 1978. În cele din urmă, conacul Eastwell a fost achiziționat de Champneys. 
După multe schimbări, Conacul Eastwell funcționează acum ca hotel de țară. Există o piscină interioară și un centru spa, iar în incinta acestuia a fost amenajat un teren de golf. Restul domeniului este folosit pentru agricultură. 

## Biserica  Sfânta Fecioară Maria

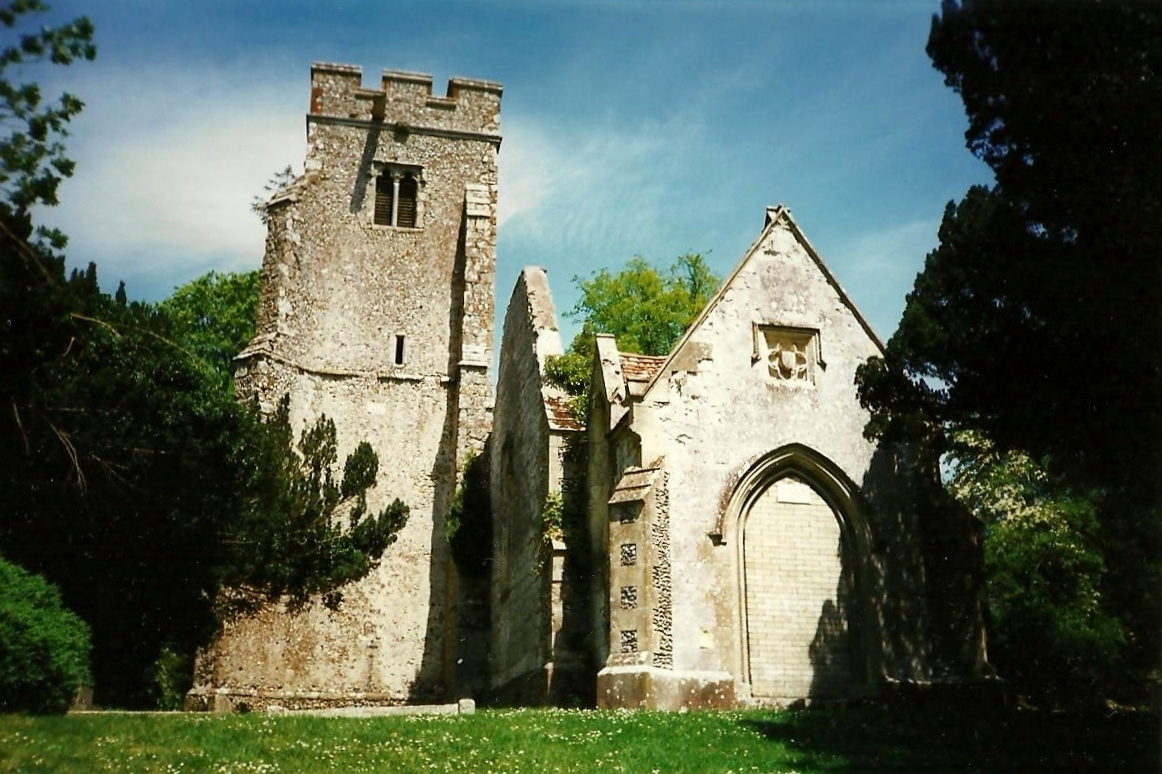
Biserica Sfânta Fecioară Maria, Eastwell Park

Lângă lacul mare și de mică adâncime din Eastwell Park se află biserica în ruină Sfânta Fecioară Maria, care este acum îngrijită de Friends of Friendless Churches. Biserica datează din secolul al XIV-lea,  dar a devenit nefolosită după Primul Război Mondial. O furtună din 1951 a provocat daune grave: părți din naos și din cor au căzut. Turnul a rămas destul de intact. Monumentele din marmură care se găseau cândva în biserică se află acum la Muzeul Victoria și Albert. Un memorial amplasat în fostul cor comemorează mormântul lui Richard Plantagenet, presupus a fi fiul nelegitim al lui Richard al III-lea. 
George Finch-Hatton, al 11-lea conte de Winchilsea (1815-1887), cea de-a doua soție a sa, Lady Elizabeth Georgiana (d. 1904, fiica lui Francis Conyngham, al doilea marchiz Conyngham), precum și unicul lor fiu, George William Finch-Hatton, viconte Maidstone (1852-1879), sunt înmormântați într-un mormânt simplu, în partea plină de vegetație a cimitirului bisericii.

## Turnurile Eastwell

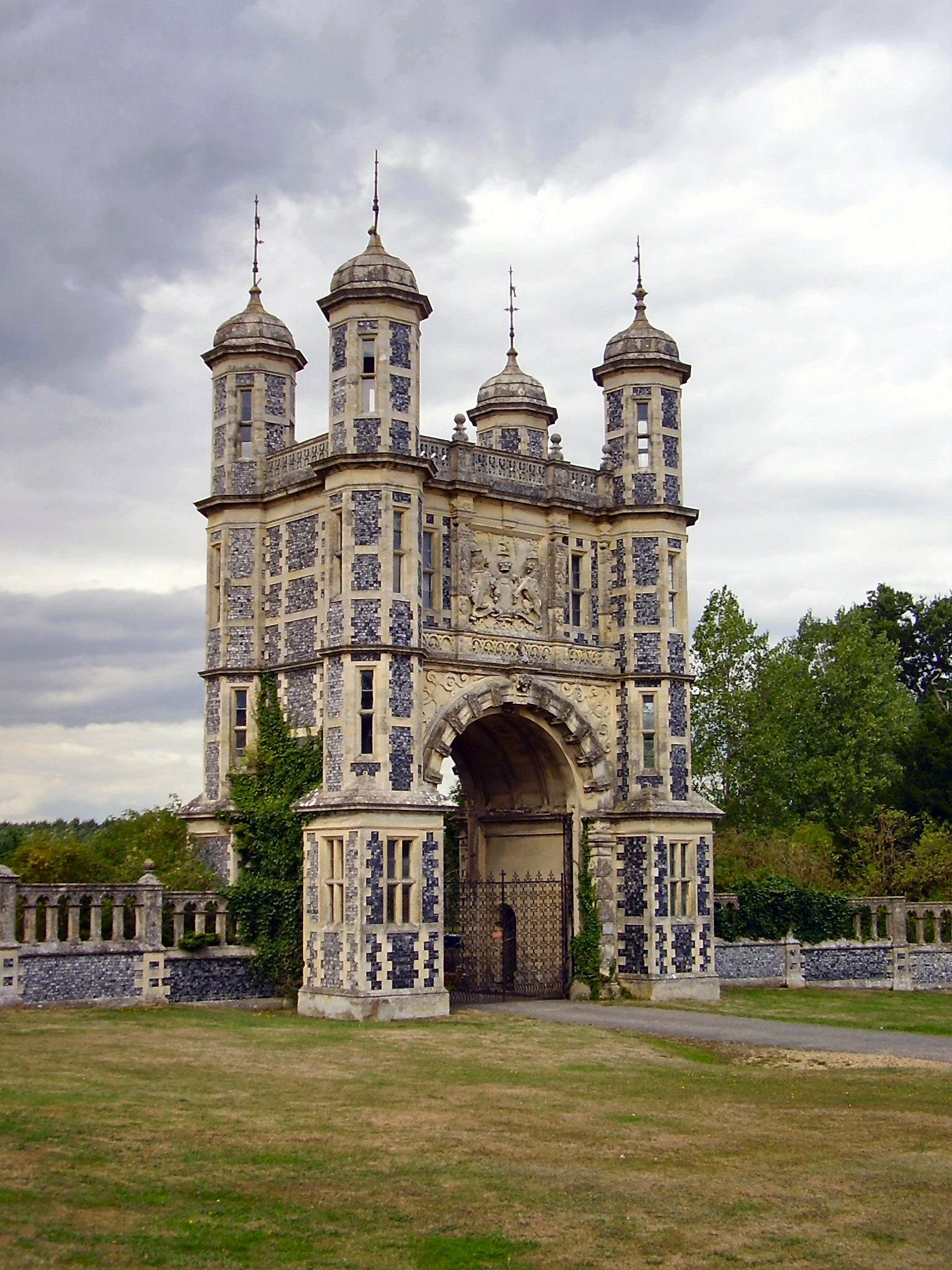
Turnurile Eastwell

Structura distinctivă cunoscută în prezent sub numele de Turnurile Eastwell se află la un kilometru sud-vest de conac. A fost inițial principala poartă de acces la Eastwell Park și a fost construită în 1848 de William Burn.